# La tenda rossa (miniserie televisiva)
La tenda rossa (The Red Tent) è una miniserie televisiva del 2014 diretta da Roger Young, basata sull'omonimo romanzo del 1997 scritto da Anita Diamant e ispirato alla storia biblica di Dina.

## Trama
Dina, l'unica figlia femmina del patriarca Giacobbe, cresce educata da sua madre Lia e dalle matrigne Rachele, Bila e Zilpa. Le quattro matriarche hanno come punto d'incontro una tenda rossa, riservata alle parenti strette di Giacobbe, dove la ragazza impara tutti i segreti delle donne. Divenuta adulta, Dina si innamora appassionatamente di Shalem, principe di Sichem, e i due si sposano in fretta senza prima avvisare Giacobbe. Venuto a sapere la cosa, Giacobbe si dispiace ma decide di stringere un patto di  fratellanza con gli abitanti di Sichem se questi accetteranno di circoncidersi. Pur titubanti, essi accettano, ma Simeone e Levi, fratelli di Dina, organizzano un assalto notturno a Sichem mentre gli uomini sono indeboliti per la circoncisione e li uccidono.